# Eckart Bräuniger

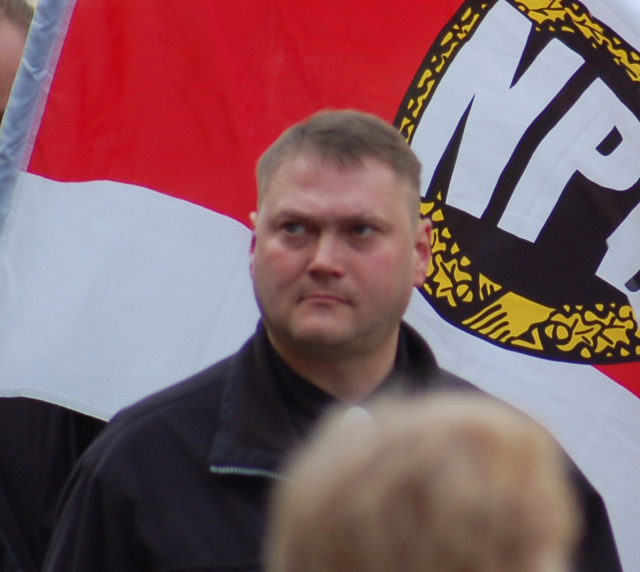
Eckart Bräuniger bei einer NPD-Demonstration am 1. April 2006 in Berlin-Pankow

Eckart Bräuniger (* 1971 in Berlin) ist ein deutscher Rechtsextremist aus Berlin-Friedrichshain. Bräuniger ist ehemaliges Mitglied der Freiheitlichen Deutschen Arbeiterpartei (FAP). Von November 2005 bis Juni 2008 war er Landesvorsitzender der Nationaldemokratischen Partei Deutschlands (NPD) in Berlin, ab November 2011 Beisitzer im Bundesvorstand der NPD. Im Januar 2013 trat er aus der NPD aus.

## Parteikarriere bei FAP und NPD
Eckart Bräuniger wurde Anfang der 1990er Jahre bei der Freiheitlichen Deutschen Arbeiterpartei (FAP) aktiv und war im selben Zeitraum laut des Bundesamtes für Verfassungsschutz zudem als sogenannter „Kroatiensöldner“ aufseiten Kroatiens im Jugoslawienkrieg tätig.
Zusammen mit weiteren Personen aus dem Umfeld beteiligte er sich 1992 an einem Angriff auf vermeintliche politische Gegner im Bezirk Prenzlauer Berg, bei denen ein Opfer 20 Prozent seines Augenlicht verlor. Nach dem Verbot der FAP 1995 fand er ein neues politisches Zuhause in der Berliner NPD. Er wirkte als NPD-Organisationsleiter und rechnete sich selbst dem Nationalsozialistischen Flügel zu. 1999 wurde er Vorsitzender des NPD-Kreisverbandes Pankow-Weißensee und 2004 Kreisverbandsvorsitzender im Bezirk Treptow-Köpenick. Mehrfach trat er als Anmelder und Redner bei NPD-Kundgebungen und Infoständen in Berlin und Brandenburg auf. Bei der Bundestagswahl 2005 trat Bräuniger sowohl auf der NPD-Landesliste als auch als Direktkandidat im Wahlkreis Neukölln an und erhielt dort 2,0 Prozent der Erststimmen. Im Wahlkampf offenbarten sich seine fremdenfeindlichen Positionen in der Propagierung eines nationalen Sozialismus.
Im November 2005 wurde Bräuniger zum neuen Berliner NPD-Landesvorsitzenden gewählt. Der Verfassungsschutz Berlin deutete seine Wahl als deutliches Zeichen, dass auch in Berlin NPD und Neonaziszene der Freien Kameradschaften enger zusammenrücken. Bräuniger gilt als gewaltbereiter Führungsaktivist mit guten Kontakten zur Kameradschafts- und Musikszene sowie zur DVU. Der Verfassungsschutz gehe daher von einer „wachsenden Gefährdung“ durch die NPD aus. Innensenator Ehrhart Körting (SPD) kommentierte die Wahl Bräunigers mit: „Die NPD rückt nach rechts.“ Der Verfassungsschutz Berlin vermeldete, dass „mit dem Wechsel an der Spitze […] eine stärker neonazistische und aktionistische Ausrichtung des Landesverbandes einher[gehe]“.
Bei der Berliner Wahl 2006 kandidierte er als Direktkandidat für das Abgeordnetenhaus von Berlin im Wahlkreis Treptow-Köpenick 2 und erhielt 6,2 Prozent der Erststimmen. Über die Bezirksliste der NPD zog Bräuniger als Bezirksverordneter in die Bezirksverordnetenversammlung (BVV) Treptow-Köpenick ein und war dort von Oktober 2006 bis 31. Mai 2009 Mitglied der dreiköpfigen NPD-Fraktion. Durch Wohnortwechsel nach Brandenburg schied er dort aus.
Im November 2011 wurde Bräuniger auf dem Bundesparteitag der NPD zum Beisitzer des NPD-Bundesvorstands gewählt. Ende November 2011 wurde er zum Geschäftsführer des NPD-Presseorgans Deutsche Stimme ernannt, im Oktober 2012 als selbiger abberufen.
Im Januar 2013 trat Bräuniger aus der NPD aus.

## Weitere Aktivitäten im rechtsextremen Spektrum
Neben den Parteiaktivitäten betätigt sich Bräuniger auch im rechtsterroristischen und subkulturellen Bereich. Im Kroatienkrieg diente er eine Zeit lang als Söldner. Er hält enge Verbindungen zur Rechtsrock-Szene. Im September 2002 wurde er zusammen mit anderen bekannten Neonazikadern beim 20. Geburtstag der Rockergruppe Vandalen – Ariogermanische Kampfgemeinschaft in Berlin-Marzahn festgenommen, ebenso ein Jahr darauf in Köpenick zusammen mit Mitgliedern der als kriminelle Vereinigung eingestuften Band Landser. Wie eine weitere Razzia bei der Geburtstagsfeier der Neonazi-Organisation Hammerskins zeigt, steht Bräuniger auch mit diesen im engen Kontakt, ebenso wie zum verbotenen Neonazi-Netzwerk Blood and Honour. Im Juni 2004 organisierte Bräuniger für die NPD ein Konzert mit der Band Spreegeschwader und Michael Regener, dem ehemaligen Sänger der Band Landser, in Berlin-Lichtenberg. Im Internet verkündete er Berichten zufolge: „Das ist u. a. die Art von Parteiarbeit, wie wir sie in der Reichshauptstadt praktizieren.“
Im April 2004 wurde Bräuniger bei Wehrsportübungen in einem Brandenburger Wald von einem Spezialeinsatzkommando (SEK) der Polizei festgenommen. Ebenfalls festgenommen wurden 7 weitere Rechtsextreme, darunter zwei Vandalen und mehrere Personen aus dem Spektrum der Kameradschaft Vereinte Nationalisten Nordost, die als Terrorzelle Kameradschaft Nordland dort mit Waffen trainierten.
Im Jahr 2008 löste ein Bericht des RBB über den Wunsch Bräuningers nach der Benennung einer Charlottenburger Straße nach den SA-Sturmführern Horst Wessel und Hans Maikowski (Mördersturm 33) Empörung aus.

## Positionen
Gegenüber der rechtsextremen Internet-Plattform Altermedia äußerte Bräuniger, sein erklärtes Ziel sei die Überwindung des bestehenden demokratischen Systems in Deutschland und „nach wie vor“ die Neuerrichtung des Deutschen Reiches. Das Staatsbürgergesetz solle sich dabei am „Abstammungsprinzip“ orientieren und in Grenzfällen vom „Reichsgericht“ entschieden werden. Er befürwortet eine weitreichende Verstaatlichung von „Schlüsselindustrien“ und strikte Kontrolle entstehender Staatsbetriebe, bei gleichzeitiger Abschaffung der Gewerkschaften. Die Vertretung von Arbeitnehmerinteressen werde durch „das Reich“ übernommen. Die Familienplanung solle nach seinen Vorstellungen „im großen Ganzen gesehen auch Sache des Staates“ sein.